# 沃爾夫-拉葉星雲

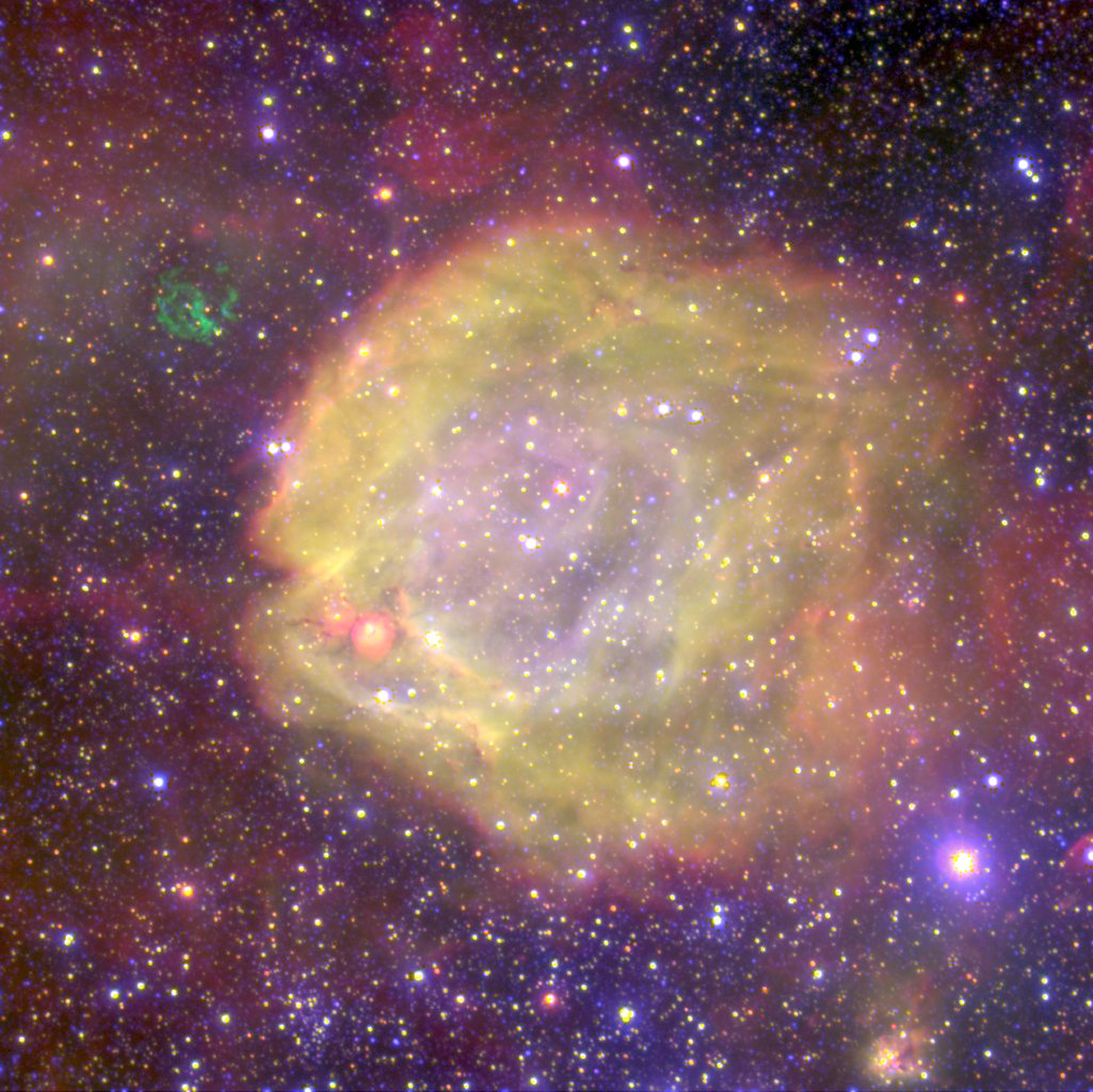
AB7周圍是銀河系衛星系小麥哲倫星系中最高激發態的星雲。

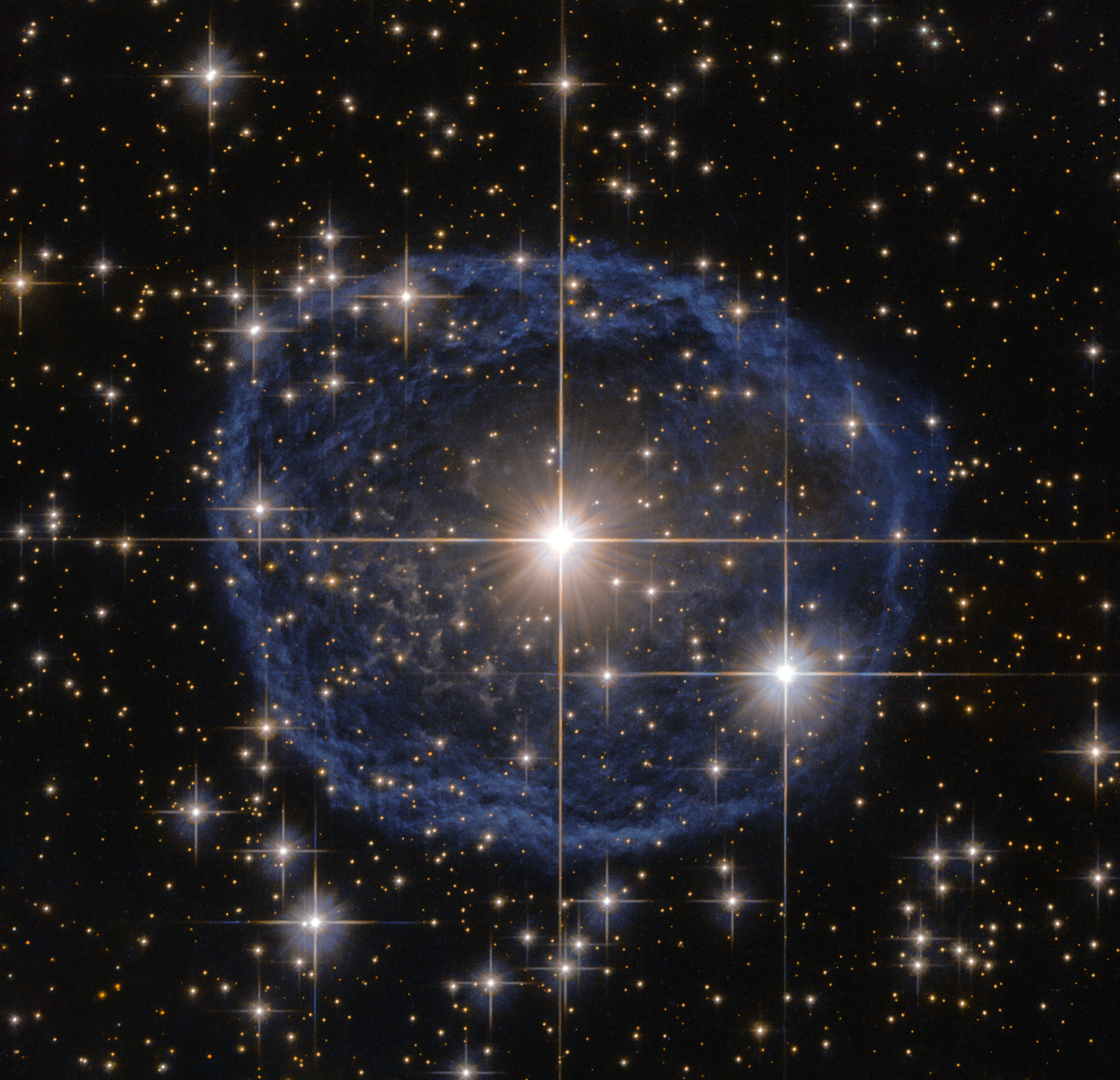
WR 31a周圍被氣泡星雲包圍。

沃夫-瑞葉星雲（英語：Wolf–Rayet nebula）是環繞沃爾夫-拉葉星周圍的星雲。

## 概要
沃夫-瑞葉星雲已經以數種方式分類。最早的其中一種是以星雲性質和來源分類：
- 電離氫區
- 恆星噴發型星雲
- 恆星風形成的氣泡狀星雲

這樣的分類需要對每個星雲進行詳細研究，並且近年有一些相關嘗試讓天文學家可以完全基於外觀分類星雲。沃夫-瑞葉星雲的外觀通常是環形或可能是球形。其他也可能是不規則形或被恆星噴射物體擾亂的球殼形狀。

## 範例
沃夫-瑞葉星雲的範例有NGC 6888、NGC 2359與NGC 3199。本型星雲有部分具有明顯的螺旋結構，例如WR104，在以前曾經被分類為風車星雲。